# Mychocerus crassus
Mychocerus crassus là một loài bọ cánh cứng trong họ Cerylonidae. Loài này được Reitter miêu tả khoa học năm 1876.